# Jimmy Orlando
James « Jimmy » Orlando (27 février 1916 — 24 octobre 1992) était un joueur professionnel de hockey sur glace. Il a joué environ 200 matchs dans la Ligue nationale de hockey et était surtout connu pour son jeu physique et son implication dans les combats au cours des matchs,,.

## Carrière de joueur de hockey
Né à Montréal dans la province de Québec au Canada, Orlando commence sa carrière en jouant pour les Victorias de Montréal, équipe junior du championnat de la ville. Il va également jouer pour l'équipe senior des Victorias mais en tant qu'amateur avant de rejoindre l'organisation professionnelle des Red Wings de Détroit de la Ligue nationale de hockey.
Il joue ses neuf premiers matchs avec la franchise au cours de la saison 1936-1937. La même année, l'équipe de la Ligue internationale américaine de hockey affiliée aux Red Wings, les Olympics de Détroit, est vendue et relocalisée à Pittsburgh. L'équipe devient alors les Hornets de Pittsburgh et Orlando y joue une quarantaine de matchs.
Il y joue encore la majeure partie de la saison suivante et avec 82 minutes de pénalité, il est le joueur le plus puni de la ligue lors de cette saison. Pour sa troisième saison dans la ligue, il change de club et rejoint les Indians de Springfield et décroche alors 106 minutes de pénalité.
Il devient par la suite membre à part entière des Red Wings et va même les aider à remporter la Coupe Stanley au cours de la saison 1942-1943. Orlando arrête le hockey pendant deux saisons et part pour l'Europe lors de la Seconde Guerre mondiale et, à son retour en Amérique du Nord, il quitte les ligues professionnelles pour jouer dans la Ligue de hockey senior du Québec où il finira sa carrière en 1951 après un titre de champion de la ligue.

## Son retour à Montréal
À son retour à Montréal en 1945, il a été rapidement actif sur la scène des cabarets montréalais alors en pleine effervescence. Il aurait été le gérant pendant plusieurs années du cabaret montréalais le plus couru de l'époque, le El Morocco, propriété du promoteur de lutte américain Eddie Quinn. Il aura une longue et tumultueuse relation avec l'effeuilleuse Lili St-Cyr qui était la grande vedette du Théâtre Gayety de Montréal.
Il épousera une des filles d'Eddie Quinn et sera actif dans plusieurs cabarets montréalais jusqu'à la fin des années 1950. Il demeurera à Montréal jusqu'à son décès en 1992.

## Statistiques
| Saison      | Équipe                 | Ligue       |     | Saison régulière | Saison régulière | Saison régulière | Saison régulière | Saison régulière |   | Séries éliminatoires | Séries éliminatoires | Séries éliminatoires | Séries éliminatoires | Séries éliminatoires |
| Saison      | Équipe                 | Ligue       | PJ  | B                | A                | Pts              | Pun              | PJ               | B | A                    | Pts                  | Pun                  |                      |                      |
| 1932-1933   | Victorias de Montréal  | MMJHL       | 11  | 2                | 0                | 2                | 33               | -                | - | -                    | -                    | -                    |                      |                      |
| 1933-1934   | Victorias de Montréal  | MMJHL       | 8   | 0                | 4                | 4                | 44               | 2                | 0 | 0                    | 0                    | 8                    |                      |                      |
| 1933-1934   | Victorias de Montréal  | MLCH        | 1   | 0                | 0                | 0                | 0                | -                | - | -                    | -                    | -                    |                      |                      |
| 1934-1935   | Victorias de Montréal  | MMJHL       | 2   | 3                | 2                | 5                | 8                | -                | - | -                    | -                    | -                    |                      |                      |
| 1934-1935   | Victorias de Montréal  | MLCH        | 7   | 0                | 0                | 0                | 18               | -                | - | -                    | -                    | -                    |                      |                      |
| 1935-1936   | Cardinals de Rochester | LIH         | 12  | 0                | 0                | 0                | 18               | -                | - | -                    | -                    | -                    |                      |                      |
| 1936-1937   | Red Wings de Détroit   | LNH         | 10  | 0                | 1                | 1                | 8                | -                | - | -                    | -                    | -                    |                      |                      |
| 1936-1937   | Hornets de Pittsburgh  | LIAH        | 36  | 0                | 5                | 5                | 61               | -                | - | -                    | -                    | -                    |                      |                      |
| 1937-1938   | Red Wings de Détroit   | LNH         | 6   | 0                | 0                | 0                | 4                | -                | - | -                    | -                    | -                    |                      |                      |
| 1937-1938   | Hornets de Pittsburgh  | LIAH        | 45  | 0                | 7                | 7                | 82               | -                | - | -                    | -                    | -                    |                      |                      |
| 1938-1939   | Indians de Springfield | LIAH        | 54  | 7                | 9                | 16               | 106              | -                | - | -                    | -                    | -                    |                      |                      |
| 1939-1940   | Red Wings de Détroit   | LNH         | 48  | 1                | 3                | 4                | 54               | 5                | 0 | 0                    | 0                    | 0                    |                      |                      |
| 1940-1941   | Red Wings de Détroit   | LNH         | 48  | 1                | 10               | 11               | 99               | 9                | 0 | 2                    | 2                    | 31                   |                      |                      |
| 1941-1942   | Red Wings de Détroit   | LNH         | 48  | 1                | 7                | 8                | 111              | 12               | 0 | 4                    | 4                    | 55                   |                      |                      |
| 1942-1943   | Red Wings de Détroit   | LNH         | 40  | 3                | 4                | 7                | 99               | 10               | 0 | 3                    | 3                    | 14                   |                      |                      |
| 1945-1946   | Braves de Valleyfield  | LHSQ        | 40  | 3                | 19               | 22               | 52               | 9                | 1 | 3                    | 4                    | 22                   |                      |                      |
| 1945-1946   | Sénateurs d'Ottawa     | LHSQ        | -   | -                | -                | -                | -                | 9                | 1 | 3                    | 4                    | 22                   |                      |                      |
| 1946-1947   | Braves de Valleyfield  | LHSQ        | 35  | 5                | 8                | 13               | 69               | -                | - | -                    | -                    | -                    |                      |                      |
| 1947-1948   | Royaux de Montréal     | LHSQ        | 39  | 3                | 14               | 17               | 124              | 3                | 0 | 0                    | 0                    | 4                    |                      |                      |
| 1948-1949   | Royaux de Montréal     | LHSQ        | 45  | 3                | 20               | 23               | 164              | 8                | 2 | 1                    | 3                    | 19                   |                      |                      |
| 1949-1950   | Royaux de Montréal     | LHSQ        | 1   | 0                | 0                | 0                | 0                | -                | - | -                    | -                    | -                    |                      |                      |
| 1949-1950   | Braves de Valleyfield  | LHSQ        | 30  | 1                | 12               | 13               | 52               | 5                | 0 | 1                    | 1                    | 24                   |                      |                      |
| 1950-1951   | Braves de Valleyfield  | LHSQ        | 53  | 1                | 11               | 12               | 107              | 16               | 0 | 6                    | 6                    | 24                   |                      |                      |
| Totaux LNH  | Totaux LNH             | Totaux LNH  | 200 | 6                | 25               | 31               | 375              | 36               | 0 | 9                    | 9                    | 100                  |                      |                      |
| Totaux LHSQ | Totaux LHSQ            | Totaux LHSQ | 243 | 17               | 83               | 100              | 568              | 41               | 3 | 11                   | 14                   | 92                   |                      |                      |
| Totaux LIAH | Totaux LIAH            | Totaux LIAH | 137 | 7                | 21               | 28               | 249              | 10               | 0 | 0                    | 0                    | 13                   |                      |                      |